# Popice (Czechy)
Popice – miejscowość i gmina (obec) w Czechach, w kraju południowomorawskim, w powiecie Brzecław. W 2022 roku liczyła 981 mieszkańców.